# Съюз на преводачите в България
Съюзът на преводачите в България е национална неправителствена организация със седалище в София.
Съюзът извършва преводи от и на 46 езика и издава списанието „Панорама“. Девизът на Съюза на преводачите в България е „Безупречна услуга“.
Председател на съюза е Веселина Райжекова.

## Секции
Съюзът има 4 секции:
- Секция „Художествена литература и хуманитаристика“
- Секция „Научна и техническа литература" и „Заклети преводачи“
- Секция „Синхронен и консекутивен превод“
- Секция „Теория, история и критика на превода“